# 허구의 음악
허구 음악은 허구 작품을 위해 창작된 음악으로, 서사에 등장하며 작품 속 허구적 인물 중 한 명 이상이 작곡하거나 연주한다.

## 특징
허구 음악의 본질은 일반적으로 수용자가 이를 실제 세계에서 경험할 수 있다고 느끼게 하는 데 있다. 그것은 종종 내러티브적 성격을 띤다. 작품에 따라 진지한 성격을 지닐 수도 있지만, 유쾌하거나 패러디적 성격을 띠기도 한다.(예: 1964년 영화 '헨리 오리엔트의 세계'의 콘서트 장면). 허구 음악은 줄거리에 중요한 역할을 할 수도 있다. 예를 들어, 크시스토프 키에슬로프스키의 영화 세 가지 색: 블루에서는 가상의 작곡가 파트리스 드 쿠르시와 그의 음악이 이야기의 중심이 된다.

## 문학에서
문학에서 허구 음악에 대한 묘사는 매우 시적일 수 있다(엑프라시스 참조). 예를 들어, 토마스 만의 닥터 파우스트나 앤서니 버지스의 시계태엽 오렌지와 같은 작품에서 허구 음악에 대한 묘사는 이러한 방식으로 이루어졌다.
공상과학 작가들은 종종 미래 음악이나 외계 음악을 묘사하며, 일부는 가상의 악기로 연주되기도 한다. 이러한 음악은 "설명하기 어렵다"고 평가되기도 한다. 이언 뱅크스의 2012년 공상과학 소설 The Hydrogen Sonata에서 동명의 소나타는 극도로 복잡한 작품으로, 희소성 이후 사회에서 사실상 불멸에 가까운 존재들에게 도전 과제가 되며, 나아가 고도로 발달한 문명과 물질적 현실 간의 상호작용을 은유하는 요소로 작용한다.
프레드 호일의 1966년 소설 10월 1일은 너무 늦었다에서 화자는 작곡가로 등장하며, 그의 작품 일부가 묘사된다. 또한 줄거리의 일부는 그와 고대 그리스 여사제(훗날 미래에서 온 인물로 밝혀짐) 사이에서 누구의 음악이 더 뛰어난지를 가리는 음악 경연을 중심으로 전개된다. 이와 함께 디지털 벨로시티 감지 피아노를 예고하는 악기도 등장한다.
음악과 노래는 톨킨의 전설집 전반에 걸쳐 언급되며, 톨킨 연구가 브래드포드 리 에덴은 이를 "가장 명확하게" 아이눌린달레("아이누르의 음악", 해당 전설집의 창조 서사)에서 볼 수 있다고 평가한다. 또한, 음악은 엘프, 호빗, 로한의 기병대의 문화에서도 중요한 역할을 한다.

## 시청각 매체에서
시청각 매체에서 허구 음악은 부분적으로 실제일 수도 있다.[ 이러한 매체의 허구 음악은 시청자가 들을 수 있는 단편적인 형태로 제시되며, 이는 작품 내에서 직접적으로 표현되지 않은 더 길고 완전한(그리고 가상의) 형태가 존재함을 암시할 수 있다. 예를 들어, 크시슈토프 키에슬로프스키의 영화 세 가지 색: 블루에서는 가상의 작곡가 파트리스 드 쿠르시의 음악이 등장하지만, 실제로 해당 음악은 작곡가 즈비그니에프 프레이스네르가 만든 것이다. 비슷한 사례로는 러브 스토리에서 휴버트 배스가 작곡한 콘월 랩소디, 레이디스 인 라벤더에서 나이절 헤스가 작곡한 바이올린과 오케스트라를 위한 판타지, 정복을 위한 도시에서 맥스 스타이너가 작곡한 매직 아일 교향곡 등이 있다. 마찬가지로, 가상의 작곡가 반 덴 부덴마이어의 "허구 음악"은 같은 3부작인 영화 블루와 레드, 그리고 키에슬로프스키의 또 다른 작품 베로니카의 이중 생활에서도 들을 수 있다. 이들 작품에서도 실제로는 지비그네프 프라이즈너가 작곡한 음악이 사용되었다. 비슷한 사례로는 러브 스토리에서 휴버트 배스가 작곡한 콘월 랩소디, 레이디스 인 라벤더에서 나이젤 헤스가 작곡한 바이올린과 오케스트라를 위한 판타지, 정복을 위한 도시에서 맥스 스타이너가 작곡한 매직 아일 교향곡 등이 있다. 일부 영화 음악은 문학 작품을 기반으로 제작되었다. 예를 들어, 영화 헨리 오리엔트의 세계에 등장하는 콘서트 장면의 음악은 실제로 켄 라우버가 작곡한 것으로, 이는 작가 노라 존슨이 자신의 소설 헨리 오리엔트의 세계에서 묘사한 콘서트를 바탕으로 한 것이다. 해당 소설은 이후 영화 제작에도 영감을 주었다. 이는 이후 영화의 영감을 제공했다.그 작품은 작가 노라 존슨이 소설 The World of Henry Orient (novel) [[헨리 오리엔트의 세계|헨리 오리엔트의 세계]] (Spinal Tap)에서 묘사한 콘서트를 바탕으로 한 것으로, 이후 영화 제작에도 영감을 주었다. 마찬가지로 키에슬로프스키의 영화에서 나온 프라이스너의 많은 작품도 많은 리뷰를 받았다.이러한 허구적이며 대개 미완성된 작품 중 일부는 실제 음악 평론가들의 리뷰를 받기도 했다. 예를 들어, 평론가이자 작곡가인 한스 켈러는 <i>나이트 송(Night Song)</i>에서 리스 스티븐스(Leith Stevens) 가 작곡한 9분 분량의 "콘서트"에 대한 리뷰를 작성했다. 마찬가지로, 키에슬로프스키의 영화에서 사용된 프라이즈너의 많은 작품도 여러 차례 비평을 받았다.
가상의 음악가가 연주한 가상 음악의 대표적인 예로 영화 블루스 브라더스의 음악이 있다. 그러나 영화의 주인공인 밴드는 실제로 존재했으며, 영화가 제작되기 이전부터 활동하고 있었다. 반면, 밴드 [[스파이널 탭|스파이널]] (Spinal Tap)*은 처음에는 완전히 허구의 밴드였으나 점차 인기를 얻으며, 극 중 밴드 멤버를 연기한 배우들이 실제 콘서트에서 공연을 펼치기도 했다. 이후, 완전히 가상이 아닌 밴드 디스 이즈 스파이널 탭(This Is Spinal Tap)에 대한 영화도 제작되었다. 이외에도 가상의 밴드와 음악가에게 기인한 실제 음악의 사례는 다수 존재한다.

## 가상의 악기
공상과학 백과사전(Encyclopedia of Science Fiction)에서는 미래의 가상 악기가 일반적으로 "전통 악기의 변형이거나 미래 기술을 활용하는 악기"라고 설명하고 있다.
다음은 이러한 두 가지 유형의 악기 사례들이다.
- 듄의 세계에서 발리셋은 매우 긴 9줄의 거문고이다. 1984년 영화 듄에서는 발리셋이 외형적으로 변형된 채프먼 스틱(Chapman Stick)으로 표현되었다.[15]
- TV 시리즈 퓨처라마에서는 "홀로포너(Holophonor)"라는 가상의 악기가 등장한다. 이 악기는 오보에와 비슷한 형태를 가지며, 연주자의 감정에 반응하여 홀로그램 이미지를 생성한다. 현재는 허구의 악기이지만, 현 기술 발전 추세를 고려하면 가까운 미래에 실제로 제작될 가능성이 있다는 의견이 있다.[16]
- 앞서 언급한 이언 M. 뱅크스의 수소 소나타(The Hydrogen Sonata)*는 오직 "Antagonistic Undecagonstring"이라는 복잡한 악기로만 연주할 수 있다. 이 악기는 연주자가 두 발로 페달을 조작해야 할 뿐만 아니라 네 개의 팔이 필요하다.[4]
- 잭 밴스의 Night Lamp(1996)에서는 또 다른 기묘한 악기인 '안개 경보 (foghorn)'가 등장한다. 이 악기는 "복잡한 금관악기, 일종의 백파이프, 그리고 '훌륭한 비강 앰부슈어(nasal embouchure)'가 필요한 코 플루트(nose flute)를 결합한 형태"라고 묘사된다.[4] 그의 단편 소설'달나방 '(The Moon Moth)*에서는 모든 소통이 노래를 통해 이루어지는 사회를 그리고 있으며, 연주자의 의도에 따라 다른 악기가 연주된다. 작품 속에는 Ganga, Zachinko, Hymerkin, Strapan, Kiv, Stimic, Krodatch, Karanyi, Gomapard, Double-kamanthil, Hand-bugle 등의 악기가 등장하며, 각각의 특징과 용도가 상세히 설명된다.
- 스타트렉 세계관에서 레시칸 플루트(Ressikan flute)는 피카드 선장이 연주하는 외계 악기이다. 이 악기는 주석 호루라기(tin whistle)와 비슷한 형태를 지니며, "스타트렉 역사상 가장 상징적인 소품 중 하나"로 평가받는다.[17][18]
- 은하수를 여행하는 히치하이커를 위한 안내서(The Hitchhiker's Guide to the Galaxy)*에 등장하는 록 밴드 '디재스터 에어리어(Disaster Area)'는 "거대한" 포톤-아주이타(photon-ajuitar)를 연주한다. 이 악기는 이름에서 볼 때 기타와 유사한 형태로 보이지만, 키보드를 포함하고 있다고도 설명된다. 또한, 이 밴드는 '베이스 디토네이터(bass detonator)'와 '메가뱅 드럼 콤플렉스(Megabang drum complex)'를 연주하며, 드러머가 없을 경우 로봇이 연주를 담당하기도 한다.[19]

살아 있는 동물을 이용한 가상의 악기 중 사고실험이나 기괴한 유머의 일환으로 만들어진 것으로는 고양이 오르간(cat organ)과 피가니노(piganino)가 있다.

## 같이 보기
- 영화 음악